# Tour de Grandhan
La tour de Grandhan est un donjon historique et classé du village de Grandhan faisant partie de la commune de Durbuy en Belgique, au nord de la province de Luxembourg.

## Localisation
La tour se situe au no 2 de la rue du Château, une rue du village de Grandhan. La tour jouxte le château-ferme de Grandhan dont les bâtiments sont construits en carré autour d'une cour intérieure. Ce château-ferme possède aussi deux tours dressées aux angles est et ouest du bâtiment. En ajoutant la tour carrée en pierre calcaire datée de 1825 de l'église Saint-Georges toute proche, c'est donc un total de quatre tours qui se dressent dans un espace relativement restreint au centre du village de Grandhan. De hauts murs en pierre calcaire relient la tour au château-ferme d'un côté et à l'église de l'autre côté.
La tour ne se visite pas.

## Historique
Bien que cet édifice soit souvent nommé tour de justice, cette appellation est récente et probablement erronée. La tour date de la première moitié du XVIIe siècle, ce qu'il lui vaut le qualificatif de vieille tour de Grandhan par rapport aux autres tours (voir Localisation). Elle a été successivement la propriété des familles de Chaisnes, Cassal et de Favereau.

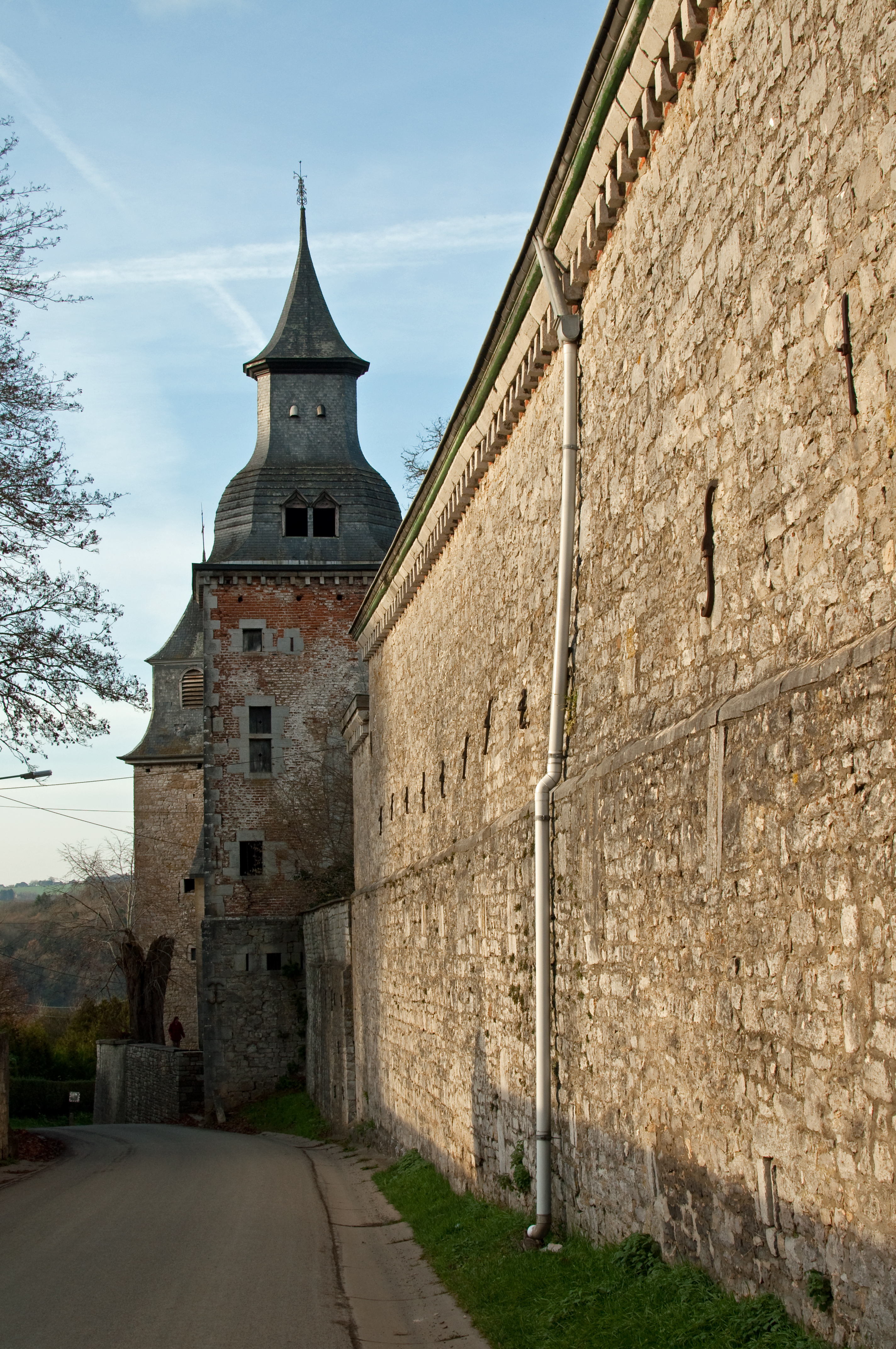
Tour de Grandhan : face est

## Description
La tour a une base rectangulaire d'environ 6,5 m sur 4,5 m. Les deux niveaux inférieurs de la tour sont bâtis en blocs équarris de pierre calcaire. Ces deux niveaux sont en réalité de hautes caves fortifiées percées de plusieurs meurtrières. Les trois niveaux supérieurs sont élevés en brique ou en pierre calcaire suivant la face. La face ouest comporte une haute fenêtre de style néo-gothique avec balcon sur consoles percée au cours du XIXe siècle. La toiture a une base de clocher à bulbe surmontée par une paroi verticale, un surplomb et une haute flèche avec rose des vents.